# 金峰镇 (福州市)
金峰镇位于福建省福州市长乐区北部，濒临台湾海峡。辖区面积29.88平方公里。鎮政府駐地為金峰社區。目前金峰镇常住人口有9万多人（其中外来人口2万多人），均为汉族，农业人口占69000多人，占89％。非农业人口7400多人，占11％。其中归侨、侨眷7000多人，有4000多人旅外侨胞和港澳同胞。主要分布在东南亚、美洲、欧洲等20个国家和地区。通行闽东方言福州话.东与文岭镇、湖南镇毗邻，西与鹤上镇相连，南与漳港镇交界，北与潭头镇接壤

## 历史沿革
金峰原名甘墩，别称胪峰，百年前曾有人在千年古刹“皇恩寺”上作“鸦池通玉井，镜石照金峰”的对联，后人遂以金峰取代甘墩、胪峰。中華人民共和國成立前，金峰是联保驻地，辖15保。中華人民共和國成立初，设第三区人民政府，辖金峰、梅花、潭头、湖南等地。1958年，成立金峰人民公社，辖金峰、梅花、湖南。1961年，梅花镇、湖南镇划出另立公社。1962年金峰人民公社设隶属公社的金峰镇。1984年10月撤社设镇（原隶属公社的镇也一并撤销），成立金峰镇。目前，金峰已发展成为长乐区的经贸重镇和金漳经济片区的中心城镇及福州市次中心城镇。

## 自然环境
金峰镇属亚热带海洋性季风气候，气候温和，雨量充沛。境内南面多丘陵，西面多山地，中部一片平原。境内最高峰为官财谭山，海拔542.7米，主要河流有陈塘港，其迂回相连，流经本镇11个村，具有排涝、灌溉等功能。

## 行政区划
金峰镇共辖2个居委会及19个村委会，分别是：
金峰社区、胪峰社区、凤洋村、塘下村、集仙村、塔光村、三星村、前林村、首峰村、首台村、华阳村、华刘村、仙高村、陈店村、后团村、凤山村、金峰村、六林村、兰田村、锦凤村和陈墩头村。

## 交通
宽55米，长5.42公里的胪峰大道联接长乐国际机场公路，镇区距福州45公里、长乐松下深水港码头30公里、长乐国际机场15公里。随着琅岐大桥通车，金峰向北通道也已打开，东南通道—一金漳路己初步确定，目前正在论证之中，另有金潭、峡梅、金湖等公路联通周边乡镇，交通十分便捷。全镇现已基本实现进村（村间）道路水泥化。目前，以胪峰大道为主轴的城镇路网已经形成。金峰现有800多部各类客货车日夜往返于广州、厦门、石狮、福州、长乐城关等地以及周边乡镇，形成源源不断的人流、物流、商品流、信息流。

## 经济状况
乡镇企业和商业贸易是金峰经济的两大支柱。被誉为“草根工业”的金峰乡镇企业，近年来；通过多元化投入，加大技改力度，开辟工业小区等措施，不断发展壮大。至2001年底全镇乡镇企业总产值达39亿元，乡镇工业产值31.l亿元，其中纺织业产值达23.3亿元，占工业产值的74.8％、在乡镇工业中，主要有纺织印染、食品饮料、塑料制品、服装制品、建筑材料、竹木制品、医药保建、彩色印刷等8个行业共700多家企业。金峰的商业贸易历史悠久，明末清初以来，就逐渐成为长乐“北乡”100多个村的农副产品集散地。1985年投资建成了占地1.2万多平方米的金峰综合市场，1991年进行了扩建和改建。1992年总造价1600多万元的商业城又投入使用。1998年，建筑面积21000平方米的胪峰广场取代原先日显窄小的综合市场。镇区现已形成“两纵三横”商业街和六个不同功能、各具特色的商贸小区：一是以胪峰广场农贸市场为群体的农副产品、副食品批零小区；二是以建材及装饰材料批发市场为群体的各类建筑装修材料批零小区；三是以西南街服装城、旧商业城为群体的各类服装、鞋帽、小商品批零小区；四是以兴乐购物中心、永康商场、弘鑫商场为群体的各类电子、电器、通讯设备等商品小区；五是以名人俱乐部、源达娱乐城为群体的娱乐服务区；六是以凤洋蔬菜批发市场为主体的各类蔬果批零小区。建设大市场，促进了大流通，2001年，第三产业值8.69亿元，比增47％。

## 教育
全镇现有一所高中、两所初中，在校中学生5000多人，小学24所，在校小学生9100多人，中小学校教职工近700多人。